# Mark Donovan
Mark Jamie Donovan (født 3. april 1999 i Penrith) er en cykelrytter fra England, der er på kontrakt hos Q36.5 Pro Cycling Team.

## Karriere
I august 2019 kom Donovan på UCI World Touren, da han skrev kontrakt med Team Sunweb gældende til og med 2022.